# Nicolas Osvaldo Pisano
Nicolás Osvaldo Pisano (Buenos Aires, 17 settembre 1982) è un ex calciatore argentino, di ruolo difensore.

## Carriera
Cresce nelle giovanili dell'Argentinos Juniors, con cui dal 2001 al 2002 fa anche parte della rosa della prima squadra, impegnata nella prima divisione argentina; rimane poi in rosa anche nel 2003, anno in cui disputa 6 incontri nella seconda divisione argentina; successivamente milita nei Defensores de Belgrano, con cui tra il 2004 ed il 2005 gioca altre 13 partite nel medesimo campionato, senza mai segnare; rimane in rosa con questo stesso club anche per un periodo nel 2006, in terza divisione. Nel 2007 va a giocare nel Cienciano, formazione della prima divisione peruviana, con cui nel corso di un anno di militanza segna 7 reti in 30 presenze in campionato e gioca anche 6 partite in Coppa Libertadores, competizione in cui la sua squadra viene eliminata al termine della fase a gironi. L'anno seguente veste la maglia dell'Atlético Minero, altro club della prima divisione peruviana, con cui segna una rete in 18 partite di campionato.
Nell'estate del 2008 si trasferisce in Italia, alla Sambenedettese, formazione di Lega Pro Prima Divisione, con la quale nel corso della stagione 2008-2009 gioca 5 partite nel campionato di terza serie. Rimane poi in Italia anche per l'intera stagione 2009-2010, giocata nel campionato pugliese di Eccellenza con la maglia del Taurisano, che a fine anno retrocede in Promozione. Tra il 2011 ed il 2012 è nuovamente in Sud America, ai cileni del Cobresal, con la cui maglia disputa 29 incontri nella prima divisione cilena. Dal 2012 al 2013 gioca invece al Douglas Haig, formazione della seconda divisione argentina.